# اوتو فرسدورف
اوتو فرسدورف (به آلمانی: Otto Fräßdorf) بازیکن فوتبال و مهاجم اهل آلمان شرقی بود که از سال ۱۹۶۳ میلادی عضو تیم ملی فوتبال آلمان شرقی بوده‌است. وی در ۳۳ بازی ملی حضور داشته و در بازی‌های ملی‌اش ۴ گل به ثمر رساند. اوتو فرسدورف آخرین بازی ملی خود را در سال ۱۹۷۰ میلادی انجام داد.